# Leptopelis ragazzii
Espèce
Synonymes
- Hylambates ragazzii Boulenger, 1896

Statut de conservation UICN

 VU B1ab(iii) : Vulnérable
Leptopelis ragazzii est une espèce d'amphibiens de la famille des Arthroleptidae.

## Répartition
Cette espèce est endémique d'Éthiopie. Elle se rencontre de 1 900 à 3 100 m d'altitude.

## Description
Les mâles mesurent de 28 à 43 mm et les femelles de 39 à 50 mm.

## Étymologie
Cette espèce est nommée en l'honneur de Vincenzo Ragazzi.

## Publication originale
- Boulenger, 1896 : A list of the reptiles and batrachians collected by Dr. Ragazzi in Shoa and Eritrea. Annali del Museo Civico di Storia Naturale di Genova, ser. 2, vol. 16, p. 545-554 (texte intégral).